# Риекстиньш, Альфред Паулович
Альфред Риекстиньш (латыш. Alfrēds Riekstiņš; 30 января 1913, Цабельн — 11 сентября 1952, Талсинский район) — ваффен-унтерштурмфюрер Латышского добровольческого легиона СС. Кавалер Рыцарского креста Железного креста.

## Биография
Служил в 7-м Сигулдском пехотном полку и 24-м Талсинском батальоне. Воевал в Сабилском партизанском объединении. Командир батальона 19 дивизии. Воевал против советских войск под Минском и Ленинградом.
В 1951 году добровольно завербовался в британскую разведку, для сбора информации на территории Латвийской ССР. С группой из двух человек был десантирован недалеко от Сабиле. При десанте один член команды погиб. В дальнейшем оказалось, что второй агент был завербован советской разведкой. Через четыре дня, дом, где укрывалась группа Риекстиньша, был окружен советскими солдатами. Поняв безысходность своего положения, Альфред отравился цианидом калия. По другой версии убив семерых солдат, Риекстиньш вышел с поднятыми руками и принял яд.